# مارتين رويدا
مارتين رويدا (بالإسبانية: Martin Rueda)‏ (مواليد 9 يناير 1963) هو لاعب كرة قدم. يلعب مع منتخب سويسرا لكرة القدم. سبق له أن لعب في كأس العالم لكرة القدم مع منتخب بلاده.

## مسيرته الكروية
لعب مارتين رويدا خلال مسيرته الاحترافية مع 4 أندية في خمسة عشر موسمًا وسجل خلالها 53 هدفًا ضمن 422 مباراة. حيث فاز في موسم واحد بالكأس ولم يفز بأي دوري.
خاض مارتين رويدا مسيرته مع نادي غراسهوبر زيوريخ في موسم 1984–85 واستمر معه طيلة ثلاثة مواسم، مشاركًا في 59 مباراة سجل خلالها 5 أهداف. ثم انتقل إلى FC Wettingen ‏ في موسم 1986–87 ليلعب معه خمسة مواسم، حيث شارك في 161 مباراة سجل خلالها 22 هدفًا. لينتقل بعدها إلى نادي لوزيرن في موسم 1991–92 ليلعب معه أربعة مواسم، مشاركًا في 130 مباراة سجل خلالها 20 هدف. ثم انتقل إلى نادي نوشاتل زاماكس في موسم 1995–96 واستمر معه طيلة ثلاثة مواسم، مشاركًا في 72 مباراة سجل خلالها 6 أهداف.

## روابط خارجية
- مارتين رويدا على موقع الاتحاد الدولي (مؤرشف)  (الإنجليزية)
- مارتين رويدا على موقع قاعدة بيانات كرة القدم.إي يو (الإنجليزية)
- مارتين رويدا على موقع ناشيونال فوتبول تيمز (الإنجليزية)
- مارتين رويدا على موقع عالم كرة القدم.نت (الإنجليزية)
- مارتين رويدا على موقع كووورة